# Star (biograf)
Star, under längsta tiden med namnet Carolus var en biograf i Göteborg. Den hade adressen Kungsgatan 7B och öppnade den 2 december 1935 som Carolus och hade då 342 platser. Ägare var Palladiumbiograferna. 
Biografen byggdes om 1973 och öppnades igen den 19 september 1973 med det nya namnet Star och då med antalet platser reducerat till 225. Palladiumbiograferna övertogs 1980 av Europafilm. År 1984 övertog Svensk Filmindustri verksamheten och stängde därefter biografen den 19 juni 1985.

### Webbkällor
- Bjelkendal, Göran (2013). ”Carolus”. Göteborgs biografer : 100 år på bio. https://kinnegbg.wordpress.com/2013/03/08/carolus/. Läst 29 april 2022.
- Bjelkendal, Göran (2012). ”Star”. Göteborgs biografer : 100 år på bio. https://kinnegbg.wordpress.com/2012/12/04/star/. Läst 29 april 2022.